# FK Borec
Der Fudbalski klub Borec Veles ist ein nordmazedonischer Fußballverein aus Veles.

## Geschichte
Der Verein wurde 1919 gegründet. Seit 2019 spielt die Mannschaft in der Prva Makedonska Liga.

## Erfolge
- Nordmazedonische Zweitligameisterschaft (2): 1996/97, 2018/19